# That's How You Know
That's How You Know è un singolo del duo norvegese Nico & Vinz, in collaborazione con il rapper Kid Ink e la cantante statunitense Bebe Rexha. Il brano è stato reso disponibile per il download digitale il 17 luglio 2015.
Scritto da Vincent Dery, Kid Ink, Julia Michaels e Nicolay Sereba, si tratta di un brano pop suonato in chiave di Re bemolle maggiore a tempo di 104 battiti al minuto.

## Video musicale
Il videoclip, diretto da RJ Collins e Pasqual Gutierrez, è stato pubblicato il 1º settembre 2015 sul canale della Warner Music di Nico & Vinz. Ad oggi conta più di 13 milioni di visualizzazioni. Il video si svolge ad una festa che sembra la peggiore di sempre e in esso sono presenti Bebe Rexha e Kid Ink, la cui testa è sovrapposta a quella di un bambino.

## Successo commerciale
Il brano è entrato nelle classifiche di diversi Paesi, come Austria, Repubblica Ceca, Danimarca, Germania, Irlanda e Svezia. In Australia, ha ottenuto maggior successo, raggiungendo la seconda posizione della classifica ARIA Charts e ricevendo il disco di platino per aver venduto 70 000 copie nel Paese. La versione del singolo cantata solo da Nico e Vinz ha raggiunto la nona posizione della classifica musicale della Norvegia.

## Tracce
Explicit version
1. That's How You Know (feat. Kid Ink & Bebe Rexha) (Explicit) – 3:06

Clean version
1. That's How You Know (feat. Kid Ink & Bebe Rexha) (Clean) – 3:06

Remixes single
1. That's How You Know (feat. Kid Ink & Bebe Rexha) (Wideboys Remix) – 3:08
2. That's How You Know (feat. Kid Ink & Bebe Rexha) (Danny Lee Remix) – 3:38

HEYHEY Remixes single
1. That's How You Know (feat. Kid Ink & Bebe Rexha) (Messed Up HEYHEY Remix) – 2:46
2. That's How You Know (feat. Kid Ink & Bebe Rexha) (F****d Up HEYHEY Remix) – 2:45

## Classifiche

### Classifiche internazionali
| Classifica (2015)      | Posizione massima |
| ---------------------- | ----------------- |
| Australia              | 2                 |
| Austria                | 12                |
| Danimarca              | 32                |
| Germania               | 65                |
| Irlanda                | 39                |
| Norvegia               | 2                 |
| Paesi Bassi            | 30                |
| Repubblica Ceca        | 32                |
| Slovacchia             | 30                |
| Stati Uniti            | 120               |
| Stati Uniti (rhythmic) | 33                |
| Stati Uniti (pop)      | 35                |
| Svezia                 | 59                |

### Classifiche di fine anno
| Classifica (2015) | Posizione |
| ----------------- | --------- |
| Australia         | 67        |